# Dorso (nuoto)
Il crawl sul dorso è uno stile del nuoto. È l'unico che si esegue con il capo rivolto verso l'alto, non potendo quindi vedere dove si procede. Una corretta esecuzione ne prevede la torsione del busto (su lati alterni) ad ogni bracciata (rollio); è quindi inesatto dire che il dorso si esegue in posizione supina.

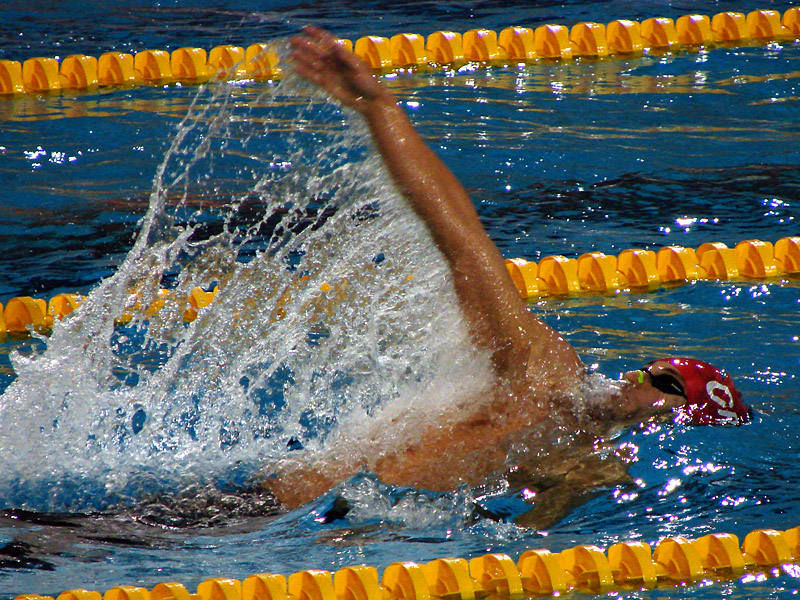
La bracciata a dorso

Oltre all'abilità natatoria, sono importanti senso dell'orientamento, tempismo e percezione del proprio corpo in movimento.

## Descrizione del movimento

### Bracciata
Potremmo scomporre la bracciata in quattro fasi, che prendono il nome di presa, trazione, spinta e recupero. 
Presa: la mano entra in acqua con il palmo rivolto verso l'esterno, dunque col mignolo che è il primo dito ad entrare in acqua, il più vicino possibile al capo, così da sfruttare maggiormente l'angolo di entrata; non appena la mano è completamente immersa il braccio inizia a flettersi al livello del gomito. 
Trazione: a questo punto l'avambraccio cerca di affondare il più possibile, tenendo sempre un angolo retto con il braccio, fino a quando si trova in corrispondenza al piano delle spalle. È in questa fase che si effettua il "rollio", ovvero la leggera oscillazione della spalla che accompagna il braccio in acqua, quasi che il corpo fosse una vite che deve entrare nel muro d'acqua, come d'altronde, nel crawl. 
Spinta: è la fase più importante, quella che deve essere svolta più velocemente possibile. L'avambraccio si porta verso il bacino rimanendo sempre flesso, ed a questo punto avviene la parte più difficile: come in un immaginario colpo di racchetta, il braccio spinge indietro l'acqua, per poi flettersi ulteriormente (quasi a 60 gradi) distendendosi con un movimento veloce della mano (la frustata) che porta la stessa a posizionarsi con il palmo rivolto verso il basso. 
Recupero: il braccio per tutta la durata di questa fase rimane sempre disteso, non appena la mano esce dall'acqua, si effettua una sua rotazione di 180 gradi che deve far posizionare il palmo verso l'esterno per poter iniziare un nuovo ciclo. 
Le bracciate non sono perfettamente alternate, ma tendono a sovrapporsi la fase finale di spinta con quella iniziale di appoggio. Ovviamente il fenomeno è via via meno apprezzabile all'aumentare della velocità con cui si effettua la nuotata stessa.

### Gambata
Le fasi della gambata, come nel crawl, sono due, la discendente e la ascendente. La differenza sta nel fatto che la propulsione avviene in maniera opposta, con la fase di spinta che corrisponde alla fase ascendente mentre la fase discendente viene considerata come fase di recupero, anche se una leggera spinta avviene sempre. 
- Discendente: la gamba si immerge all'altezza del bacino, quasi completamente distesa; quando è immersa ad una profondità di 20-25 centimetri, inizia la fase successiva.
- Ascendente: la gamba sale verso la superficie con un movimento che parte dal bacino, distendendo la gamba nella parte finale con l'intento di far uscire solo le dita del piede, che deve rimanere sempre disteso. Le ginocchia devono sempre rimanere immerse.

Le gambate non devono mai essere effettuate in posizione perfettamente supina ma il busto e le gambe devono essere di fianco.

### Coordinazione
A livello agonistico, si effettuano fino a 8-10 gambate per ciclo di bracciata nelle gare veloci, che si riducono anche a 2 gambate nelle gare dei 200 metri.
La respirazione, a livello amatoriale, avviene senza un ritmo preciso. e bracciate: inspirazione-bracciata col destro, espirazione-bracciata col sinistro, o viceversa, a preferenza dell'atleta; senza escludere che, in alcune situazioni di affaticamento (prima dell'apnea della virata o subito dopo), spesso si preferisca raddoppiarne il ritmo, effettuando un intero ciclo respiratorio per bracciata.

### Didattica
Per quanto riguarda la didattica, è preferibile iniziare l'insegnamento del dorso con il corretto movimento delle gambe, facendo particolare attenzione alla totale estensione dei piedi in entrambe le fasi ascendente e discendente e all'impostazione dell'assetto corretto, attraverso vari e ripetuti esercizi di "scivolamento" dal bordo della vasca.
Per la corretta estensione della gamba, è molto utile l'uso della tavoletta, soprattutto se posta sopra le ginocchia, e, in una fase successiva, aggiungendo anche una bracciata con un braccio, mentre l'altro tiene la tavoletta.
Infine si inserisce l'uso di entrambe le braccia, facendo particolare attenzione alla loro distensione e coordinazione.

## Regolamento agonistico
Le regole esatte della FIN / FINA per la "nuotata a dorso" sono definite in una sezione apposita del regolamento e sono:
- NU 6.1 Prima del segnale di partenza, i concorrenti devono allinearsi nell’acqua, rivolti verso il bordo di partenza, con entrambe le mani aggrappate alle maniglie di partenza. È vietato prendere posizione con i piedi dentro o sulla canaletta o piegare le dita sopra il bordo della stessa. Quando è previsto un dispositivo aggiuntivo di partenza, almeno un dito di ciascun piede deve essere a contatto con la parete o con la piastra di cronometraggio. Non è permesso piegare le dita sulla parte superiore della piastra di cronometraggio.
- NU 6.2 Al segnale di partenza e dopo l’esecuzione della virata, il concorrente dovrà spingersi e nuotare sul dorso per tutta la durata della competizione, eccetto quando esegue una virata come stabilito alla norma NU 6.4. La normale posizione sul dorso può includere un movimento rotatorio del corpo fino a un limite prossimo a 90 gradi dal piano orizzontale, ma senza raggiungerli. La posizione della testa non è rilevante.
- NU 6.3 Una parte qualsiasi del corpo del concorrente deve rompere la superficie dell’acqua per tutta la durata della competizione, eccetto nella fase di arrivo, quando al concorrente è permesso stare in completa immersione una volta superati con la testa i 5 metri prima dell’arrivo. È anche consentito al concorrente di essere completamente immerso durante la virata e per una distanza non superiore ai 15 metri dopo la partenza e dopo ogni virata. Da quel punto la testa deve avere rotto la superficie dell’acqua.
- NU 6.4 Nell’eseguire la virata, il concorrente deve toccare la parete con una parte qualsiasi del corpo. Durante la virata le spalle possono essere ruotate oltre la verticale fino sul petto, dopodiché per iniziare la virata è consentita una trazione immediata e continua di un singolo braccio o una immediata continua e simultanea di entrambe le braccia. Il concorrente dovrà essere ritornato a una posizione sul dorso nel momento in cui si stacca dalla parete.
- NU 6.5 Al termine della competizione il concorrente deve toccare la parete rimanendo sul dorso.

Sono presenti anche altre limitazioni generali definite in altre parti del regolamento, alcune sono:
- NU 4.4 Ogni concorrente che inizi una partenza prima che il segnale sia stato dato può essere squalificato (“falsa partenza”).

- NU 10.5 In qualsiasi gara un concorrente, nell’effettuare la virata, deve prendere contatto fisico con la parete terminale della vasca o del percorso. La virata deve essere effettuata dalla parete e non è permesso spingersi o slanciarsi dal fondo vasca.

- NU 10.7 Non è permesso tirarsi alla corda o ai galleggianti di delimitazione della corsia.

## Competizioni
Ci sono tre competizioni utilizzate nel nuoto a Dorso, da poter svolgere sia in vasca lunga (50 metri) o corta (25 metri).
- 50 m
- 100 m
- 200m

La Rana fa parte anche della gara mista sulle seguenti distanze:
- 100 m misti individuali (solo vasca corta)
- 200 m misti individuali
- 400 m misti individuali
- Staffetta mista 4 × 50 m (solo vasca corta)
- Staffetta mista 4 × 100 m
- Staffetta di genere misto[5] mista 4 × 50 m (solo vasca corta)
- Staffetta di genere misto[5] mista 4 × 100 m

Sia per le dimensioni della vasca che per altre motivazioni non è detto siano presenti tutte le competizioni nei vari eventi sportivi, come Olimpiadi e Campionati.
Ad oggi per i Primati Nazionali e Internazionali, sono riconosciute tutte le precedenti distanze per entrambi i sessi.